# Lubocień
Lubocień – wieś borowiacka w Polsce, położona w województwie kujawsko-pomorskim, w powiecie tucholskim, w gminie Śliwice, na obszarze Borów Tucholskich, w pobliżu trasy magistrali węglowej Maksymilianowo-Kościerzyna-Gdynia.
W latach 1954–1958 wieś należała i była siedzibą władz gromady Lubocień, po jej zniesieniu w gromadzie Śliwice. W latach 1975–1998 miejscowość administracyjnie należała do województwa bydgoskiego. Według Narodowego Spisu Powszechnego (III 2011 r.) liczyła 105 mieszkańców. Jest trzynastą co do wielkości miejscowością gminy Śliwice.

## Historia
Od pierwszej połowy listopada 1906 r. do 10 stycznia 1907 r. w miejscowej szkole elementarnej odbył się strajk dzieci przeciwko nauczaniu religii w języku niemieckim. Z uczestników strajku znane są nazwiska następujących dzieci: Pawłowski, Talaśka, Wesołowski. Strajk był elementem znacznie większej akcji biernego oporu wobec pruskich władz szkolnych, która na przełomie 1906 i 1907 r. objęła ponad 460 (!) szkół w prowincji Prusy Zachodnie, czyli przedrozbiorowe Pomorze Gdańskie, Powiśle, ziemię chełmińską i ziemię lubawską oraz część Krajny. Inspiracją dla strajków pomorskich były wcześniejsze działania dzieci w prowincji wielkopolskiej, ze słynnym strajkiem we Wrześni (1901) na czele.